# Ватра (збірник)
«Ватра» — літературно-художній, науково-публіцистичний збірник, виданий 1887 р. Володимиром Лукичем у Стрию до 25-ї річниці від дня смерті Т.Шевченка і 25-річчя літературної діяльності Ю. Федьковича.
Виданий коштом «Р. Касина в Стрию» — а заходом видавця. Стрий, з друкарні А. Мілера сина — [з друк. Т-ва ім. Шевченка], 216 с.
Видання «Ватри» ставило на меті показати єдність і взаємодоповнюваність літературного процесу на українських землях, розділених кордонами. У збірнику були вміщені твори різних жанрів. Наукова частина майже виключно була присвячена історії української літератури і критики.
«Ватра» пропагувала народну мову, яка об'єднувала народ, який жив під різними режимами, але відчував свою кровну спорідненість.

## Автори і твори
Література й наукова думка Наддніпрянської України представлена у збірці творами І. Нечуя-Левицького, Д. Мордовця, О. Кониського, Панаса Мирного, М. Старицького, П. Куліша, В. Самійленка, М. Драгоманова, М. Костомарова та ін. 
Надруковані статті В. Лукича, подані твори Ю. Федьковича, С. Воробкевича, І. Франка, Уляни Кравченко, О. Барвінського, О. Стоновського та ін.
Повний список авторів і творів:
1. Мордовець Д. А все Пречиста! (Оповідання), с. 1—10.—
2. Псьол О. І.[2] До сестри. («Не питай ти моїх пісень…»), с. 11.
3. Перебендя О. [Кониський О Я.]. Скорбні пісні. («На високії жовтії мури…»), с. 11.
4. Чайченко В. [Грінченко Б. Д.]. У церкві. [Етюді, с. 12.
5. Кониський О. Січовик З подорожі по хуторах України. (Оповідання), с. 20—37.
6. Руданський С. Павло Полуботок. (Історична поема). («Полуботку, Полуботку наказний гетьмане…»), с. 37—39.
7. Мирний Опанас. Лови (Оповідання), с. 39—45.
8. Сивенький В. [Самійленко В.]. Ельдорадо. («Десь далеко, кажуть люди…»), с. 45.
9. Ф. В. Туга московського жандарма. (Господи, боже наш милий!), с. 46.
10. Нечуй-Левицький І. Два брати. (Оповідання), с. 46—60.
11. Куліш П. З недрукованих поезій Коло колодязя. («Нагулялося по небу весняному сонце…»), с. 60; Чумаки-ночліжани. («Понад шляхом ночліжани. .»), с. 60—61; Степ. («Блакитне небо, мов дугасте море…»), с. 61; Гадання-віщування. («Петрівочка-нічка тепленька, ясненька. .»), с. 61—62; Думка. («Темна нічка. На поверсі…»), с. 62.
12. Гетьманець. [Старицький М. П.]. Тяжко дивитись. («Тяжко, важко по світу блукати…»), с. 62, Край могили («Коли засну навіки в домовині…»), с. 63.
13. Франко І. Місія (Оповідання), с. 63—90.
14. Корженко. Сон. («Важкий мені сон замаячив…»), с. 90.
15. Кравченко У. Сонети («За чим огнем в душах горить вражда…»), с. 91.
16. Млака Д. [Воробкевич C. І.]. Буковинська ідилля. («Над Прутом у лузі хатчина стоїть…»), с. 91.
17. Лучаковський В. По «матурі». (Гумореска), с 92—104-
18. Федькович О. Нова січ. («Зоруй, туре, буйний туре…»), с. 104; Сторожа на Русі («Як грому гук, як дзвін гармат…»), с 105.
19. Кониський О. Біографічні замітки. [Вступна частина і біографії: В. Гречулевича, П. Охоцького-Огіевського, О. Шишацького-Ільїча, П. Морачевського, П. Кузьменка, А. П. Свидницького], с. 105–118.
20. Мордовець Д. Автобіографія, с. 119–122.
21. Драгоманов М. Із історії вірші на Україні. Критичний уривок [Стаття], с. 122–129.
22. Барвінський О. Погляд на життя і твори Тараса Шевченка. [Стаття], с. 129–135; Огляд життя і творів Юрія Федьковича [Стаття], с. 135–142.
23. Огоновський О. «Юрій Горовенко. Хроніка з смутного часу Красюченка». [О. Я. Коииського]. Львів, 1885 231 с. [Рецензія], с. 142–147.
24. Франко І. «Д. Л. Мордовець. Оповідання». С.-Петербург, 1885. 95 с. [Рецензія], с. 147–153.
25. Костомаров М. Зруйнування Батурина. [Стаття], с. 153–161.
26. Лепкий Д. Домашні звірята в деяких людових віруваннях [Стаття], с 161–166.
27. О. Я. К-ий. [Кониський О. Я.]. Публічні і приватні архіви на Україні. [Стаття], с 166–170.
28. Сумець М. Українсько-руські прізвища. [Стаття], с. 171–176.
29. Лукич В. Угорська Русь. [Стаття!, с. 177–206 Звістки і замітки.
30. Лукич В. До життєписі Шевченка, с. 206–207; Могила Олекси Стороженка, с. 207–208; Віктор Забіла, с. 208.
31. Н. Б. Українська воєнна муза. (Про вірш «І драгуни і піхота на Дунай ідуть», приписуваним Т. Г. Шевченкові, та інші анонімні українські поезії воєнного характеру], с. 208–210.
32. [Лукич В.]. З'їзд науковий. [Проект скликання у Львові з'їзду письменників], с. 210; Стереотипове видання «Кобзаря» Т. Шевченка [Женевське], с. 210–211, «Румунська історична бібліотека», с. 211–212; Запорізькі пам'ятки, с. 212; Гетьманські клейноди в 1758 р., с. 212–213; Українсько-руські чини й уряди та їх плата, с. 212–215.